# Joe Holmes
Joe Holmes (Paterson, 11 giugno 1963) è un chitarrista statunitense noto come membro della band di Ozzy Osbourne e nei Lizzy Borden.

## Biografia
Cresciuto a Los Angeles, Holmes ha preso lezioni dal chitarrista Randy Rhoads nel 1979, fondò i Terriff nel 1983, ma li lasciò per unirsi ai Lizzy Borden nel 1987, apparendo nell'album Visual Lies. Lasciò i Lizzy Borden nel 1988 e riformò i Terriff, rimanendo con quest'ultimo gruppo fino al 1990.
Successivamente si unì alla band di David Lee Roth per un tour nel 1991, sostituendo Jason Becker a cui era stata diagnosticata la SLA durante la registrazione dell'album A Little Ain't Enough. Tornato a Los Angeles, si unì nuovamente ai Terriff provando e provando con diversi cantanti, tra cui l'ex membro dei Badlands e dei Black Sabbath Ray Gillen. Alla fine, la band reclutò Jeff Biebuyck come nuovo frontman.  
Nel 1995, dopo che Ozzy Osbourne aveva finito di registrare l'album Ozzmosis, fu necessario un sostituto per Zakk Wylde per il tour. Mentre lavorava alla sua band, Joe ricevette una chiamata dallo staff di Ozzy  per fargli sapere che stavano cercando un chitarrista. Joe si recò quindi agli Audible Studios di Los Angeles e suonò tre classici di Ozzy; ne nacque così una collaborazione, che però si interruppe nel 1997, a causa del ritorno di Zakk Wilde.

## Discografia

### Solista
- 2007 - I'm Gonna Drink no More

### Con Ozzy Osbourne
- 1996 - Walk on Water
- 1997 - Ozzfest Live
- 2005 - Prince of Darkness

### Con i Lizzy Borden
- 1987 - Visual Lies
- 1988 - The Decline of Western Civilization Part II: The Metal Years